# Herald Records
Herald Records est un label discographique indépendant américain, actif dans les années 1950 et 1960.

## Histoire
Herald Records est fondé en 1952 à New York par Fred Mendelsohn. Il fait équipe avec Al Silver et le beau-frère de Silver, qui continuent Herald Records après le départ de Mendelsohn. La société a signé Lightnin' Hopkins en 1954, et The Mellowkings en 1957. Le plus grand succès du label est Stay de Maurice Williams and the Zodiacs, sorti en 1960.
Herald, son label frère Ember Records et l'entreprise Angel Publishing de Silver sont confrontés à d'importantes factures fiscales au début des années 1960. Silver choisit de liquider et de payer les créanciers qui l'avaient aidé à construire l'entreprise, plutôt que de se mettre sous la protection de la loi sur les faillites.
Les principaux groupes et artistes du label étaient Faye Adams, Eddie Boyd, Little Walter, Lightnin' Hopkins, Joe Morris, et Maurice Williams and the Zodiacs.